# Французский институт общественного мнения
Французский институт общественного мнения (фр. Institut français d’opinion publique; IFOP) — компания, специализирующаяся на изучении и исследовании общественного мнения в сфере маркетинга, развлечений и политики. Основана в 1938 году социологом Жаном Стетцелем. В 1990 году компанию возглавила Лоранс Паризо, благодаря которой она вышла за пределы Франции и Европы, сегодня ФИОМ работает в пятидесяти странах, штаб-квартиры располагаются в Париже и Шанхае. 
До 1983 года компания собирала данные о проданных синглах и музыкальных альбомах.